# Michelle Borth
Michelle Borth (Nueva York, 19 de agosto de 1978) es una actriz estadounidense que ha tenido roles en las series The Forgotten y la serie de HBO Tell Me You Love Me. Borth interpretó a Catherine Rollins en la serie policiaca de la CBS Hawaii Five-0.

## Primeros años y educación
Borth nació y creció en Nueva York. Su madre es de origen italiano y tiene un negocio de renovación de viviendas. Tiene dos hermanos menores.
Cuando era joven quería convertirse en gimnasta, pero luego de meterse en problemas con drogas, descubrió la actuación en un campamento de verano. Fue a la Universidad Pace en Manhattan, obteniendo su licenciatura en Teatro e Historia del Arte en 2001.

## Carrera
Borth ha participado en películas tales como Wonderland (dirigida por James Cox), Trespassers, The Sisterhood, Silent Warnings, Rampage: The Hillside Strangler Murders y Komodo vs. Cobra; y ha actuado como invitada en el episodio de Supernatural "What Is and What Should Never Be" y en el episodio "Trade" de Law & Order: SVU. También ha participado en campañas publicitarias para Burger King y en el video musical de la canción "Bigger Than My Body" de John Mayer.
En 2008, actuó en la película independiente TiMER junto a Emma Caulfield y Desmond Harrington, y la comedia de Endgame Productions, A Good Old Fashioned Orgy junto a Leslie Bibb, Lake Bell, y Jason Sudeikis.
En 2009, fue uno de los personajes más importantes de la serie de ABC The Forgotten, protagonizada por Christian Slater, apareciendo en 17 Episodios, incluyendo parte de la temporada 2010. En 2010, también actuó como invitada en el episodio doble final de la serie de TNT Dark Blue y en tres episodios de la versión de 2010 de Hawaii Five-0 en CBS, en donde interpretó a la Tnt. Catherine Rollins, una teniente de la marina. El 26 de marzo de 2012, CBS anunció que Borth se convertiría en un miembro regular del elenco de Hawaii Five-0 en la tercera temporada.
También fue una de las protagonistas del drama canadiense Combat Hospital, la cual fue cancelada después de su primera temporada.

## Filmografía
| Año  | Título                                  | Papel               | Notas |
| ---- | --------------------------------------- | ------------------- | ----- |
| 2002 | Apartment                               | Chica de la sandía  | Corto |
| 2002 | In Your Face                            | Brittany Jarvis     |       |
| 2003 | Silent Warnings                         | Katrina Munro       | Video |
| 2003 | Wonderland                              | Sonia               |       |
| 2004 | The Sisterhood                          | Devin Sinclair      | Video |
| 2006 | Rampage: The Hillside Strangler Murders | Nicole              | Video |
| 2006 | Trespassers                             | Ashley              |       |
| 2007 | Lucky You                               | Novia de Josh Cohen |       |
| 2009 | Timer                                   | Steph DuPaul        |       |
| 2011 | A Good Old Fashioned Orgy               | Sue Plummer         |       |
| 2013 | Easy Rider: The Ride Back               | Vanessa Monteague   |       |
| 2019 | Shazam!                                 | Mary Marvel         |       |

| Año       | Título                            | Papel                | Notas                                                                 |
| --------- | --------------------------------- | -------------------- | --------------------------------------------------------------------- |
| 2002      | Off Centre                        | Carly                | Episodio: "P.P. Doc II: The Examination Continues"                    |
| 2004      | Center of the Universe            | Peggy                | Episodio: "And the Silver Medal Goes To..."                           |
| 2005      | Komodo vs. Cobra                  | Dr. Susan Richardson | Película para la TV                                                   |
| 2005      | Freddie                           | Nikki                | Episodio: "After Hours"                                               |
| 2007      | Supernatural                      | Carmen Porter        | Episodio: "What Is and What Should Never Be"                          |
| 2007      | Tell Me You Love Me               | Jamie                | 10 Episodios                                                          |
| 2008      | Law & Order: Special Victims Unit | Avery Hemmings       | Episodio: "Trade"                                                     |
| 2008      | The Cleaner                       | Lisa                 | Episodio: "Back to One"                                               |
| 2009–2010 | The Forgotten                     | Candace Butler       | 17 Episodios                                                          |
| 2010      | Matadors                          | Juliana Lodari       | Película para la TV                                                   |
| 2010      | Dark Blue                         | Sharon Perry         | Episodio: "Personal Effects" Episodio: "Dead Flowers"                 |
| 2010–2014 | Hawaii Five-0                     | Catherine Rollins    | Invitada (Temporadas 1,2,5,6,7,8,9 y 10) Protagonista (Temporada 3-4) |
| 2011      | Combat Hospital                   | Maj. Rebecca Gordon  | 13 Episodios                                                          |
| 2018      | Devious Nanny                     | Elise                | Película para la TV                                                   |
| 2020      | No Good Deed                      | Karen                | Película para la TV                                                   |
| 2021      | The Christmas Thief               | Lana Lawton          | Película para la TV                                                   |